# Dimítris Nalitzís
Dimítris Nalitzís (en grec moderne : Δημήτρης Ναλιτζής) est un footballeur international grec, né le 25 janvier 1976 au Pirée. Il a joué dans plusieurs championnats étrangers comme la Serie A, les championnats portugais et chypriote mais a passé la majorité de sa carrière en Alpha Ethniki. Son moment de gloire reste le titre de meilleur buteur - avec 24 buts en 34 matchs - obtenu lors de la saison 1999-2000, durant laquelle il a porté le maillot de Panionios puis du PAOK Salonique. C'est la première fois qu'un meilleur buteur a inscrit des buts pour 2 clubs durant la même saison (ce cas se reproduira en 2005 avec Theofánis Ghékas). Le total de 24 buts n'a plus été dépassé depuis.

## Palmarès

### En club
Paniónios GSS
- Vainqueur de la Coupe de Grèce en 1998.

 PAOK Salonique
- Vainqueur de la Coupe de Grèce en 2001.

 Sporting Portugal
- Champion du Portugal en 2002.
- Vainqueur de la Coupe du Portugal en 2002.

### Individuel
- Meilleur buteur du Championnat de Grèce en 2000